# Панкова, Наталия Георгиевна
Наталия Георгиевна Панкова (род. 19 декабря 1951, Свердловск) — советская и российская пианистка, профессор Уральской консерватории, Народная артистка Российской Федерации (1995).

## Биография
Наталия Панкова родилась 19 декабря 1951 года в Свердловске в семье пианистки Г. Панковой и альтиста Г. Тери. Училась в специальной музыкальной школе-десятилетке при Уральской консерватории, где её педагогами были Е. И. Табаровская, М. Г. Богомаз и Н. Н. Позняковская. После того как Н. Н. Позняковская в 1963 году ушла из школы, Наталия Панкова поехала в Москву, где занималась с В. В. Горностаевой. Через два года Панкова поступила в Московскую консерваторию в класс Горностаевой. Другим её наставником был А. Г. Руббах. Окончив консерваторию, Наталия Панкова поступила в аспирантуру к Е. В. Малинину. После окончания обучения в аспирантуре Московской консерватории она вернулась в Свердловск.
С 1975 года Наталия Панкова работает в Уральской консерватории. В 1977 году она завоевала первую премию на Международном конкурсе имени Бетховена в Вене, где исполнила Четвёртый фортепианный концерт Бетховена. Затем она много выступала с концертами, как в СССР, так и за рубежом (более 200 концертов в год). Её репертуар был разнообразным — от старинной музыки до современной. С начала 1980-х годов она стала проводить лекции-концерты на телевидении и в Малом зале филармонии. На этих лекциях демонстрировались картины великих художников и проводились стилевые параллели в развитии музыки и живописи.
Позднее Наталия Панкова сосредоточилась на педагогической работе. В 1988—1994 и 2005—2010 годах она возглавляла кафедру специального фортепиано Уральской консерватории. Среди её учеников солистка Свердловской
филармонии А. Бресс, доцент Уральской консерватории Л. Кондратьева, доцент Пермского института искусств и культуры Н. Мошкарова, директор Свердловского областного методического центра по художественному
образованию Н. Клещева.